# Johan Svipdag
Johan Svipdag, född 18 februari 1896 i Bottna församling, Göteborgs och Bohus län, död 1981 i Söndrums församling, Hallands län, var en svensk tidningsman. Han var sedan 1935 gift med Elin Svipdag. 
Svipdag, som avlade studentexamen vid Göteborgs latinläroverk 1917, blev medarbetare i Hallandsposten 1918, redaktionssekreterare 1930 och var tidningens redaktör från 1936–1965.